# Papúrio
Papúrio ou Papírio (em latim: Papurius ou Papyrius) foi uma fortaleza da Cilícia Campestre, perto de Tarso. Foi nesta fortaleza que o usurpador Marciano foi preso depois de sua fracassada revolta em 479, e onde Leôncio e seu general e fazedor de imperador Ilo foram sitiados entre 484 e 488 pelo exército do imperador Zenão (r. 474–475; 476–491).